# Sillans-la-Cascade
Sillans-la-Cascade è un comune francese di 643 abitanti situato nel dipartimento del Var della regione della Provenza-Alpi-Costa Azzurra.

## Società

### Evoluzione demografica
Abitanti censiti